# NGC 4318
NGC 4318 ist eine elliptische Zwerggalaxie vom Hubble-Typ E3 im Sternbild Jungfrau an der Ekliptik. Sie ist schätzungsweise 52 Millionen Lichtjahre von der Milchstraße entfernt und hat einen Durchmesser von etwa 10.000 Lichtjahren. Die Galaxie ist unter der Katalognummer VCC 575 als Mitglied des Virgo-Galaxienhaufens gelistet.

Im selben Himmelsareal befinden sich u. a. die Galaxien NGC 4356, IC 3266, IC 3271, IC 3273.
Das Objekt wurde am 18. Januar 1828 John Herschel entdeckt.